# لويس فرناندو جيماريش
لويس فرناندو جيماريش (بالبرتغالية: Luís Fernando Guimarães‏) هو ممثل برازيلي، ولد في 10 نوفمبر 1949 في البرازيل.

## وصلات خارجية
- لويس فرناندو جيماريش على موقع IMDb (الإنجليزية)
- لويس فرناندو جيماريش على موقع قاعدة بيانات الفيلم (الإنجليزية)